# Ganzert
Ganzert (51° 58′ N, 5° 28′ L) é uma vila dos Países Baixos, na província de Guéldria. Ganzert pertence ao município de Buren, e está situada a 8 km a sudoeste de Veenendaal.
A área de Ganzert, que também inclui as partes periféricas da cidade, bem como a zona rural circundante, tem uma população estimada em 210 habitantes.